# Castle Church
Castle Church var en civil parish fram till 2003 när den uppgick i Hyde Lea och Stafford unparished area, i distriktet Stafford, i grevskapet Staffordshire i England. Civil parish var belägen 12 km från Stone och hade 673 invånare år 1961.